# 巨犀属
巨犀屬（學名：Paraceratherium）為巨犀類下的一個屬，為一種已經滅絕的犀牛，生活在漸新世。巨犀也是目前已知最大的陸行哺乳動物，估計成年巨犀平均高5.2公尺（18呎），身長為8.2公尺（27呎），重約22噸，為植食性，巨犀使用似獠牙狀的上顎齒與下顎齒來覓食樹葉。
巨犀擁有一個無角的長頭部，鼻骨與額骨成拱狀。巨犀的化石在亞洲中部與巴基斯坦南部俾路支省都有出土。

## 词源学
巨犀的属名来自希腊语，Para意为“接近的”，A作为前缀，表示“没有的”，Ceras意为“角”，therium意为野兽，整个属名大意为“接近无角犀的野兽”。巨犀的模式种Paraceratherium bugtiense种名取自出土地——德拉布格蒂（Dera Bugti）山丘地区，人们在那里首次出土巨犀的化石。

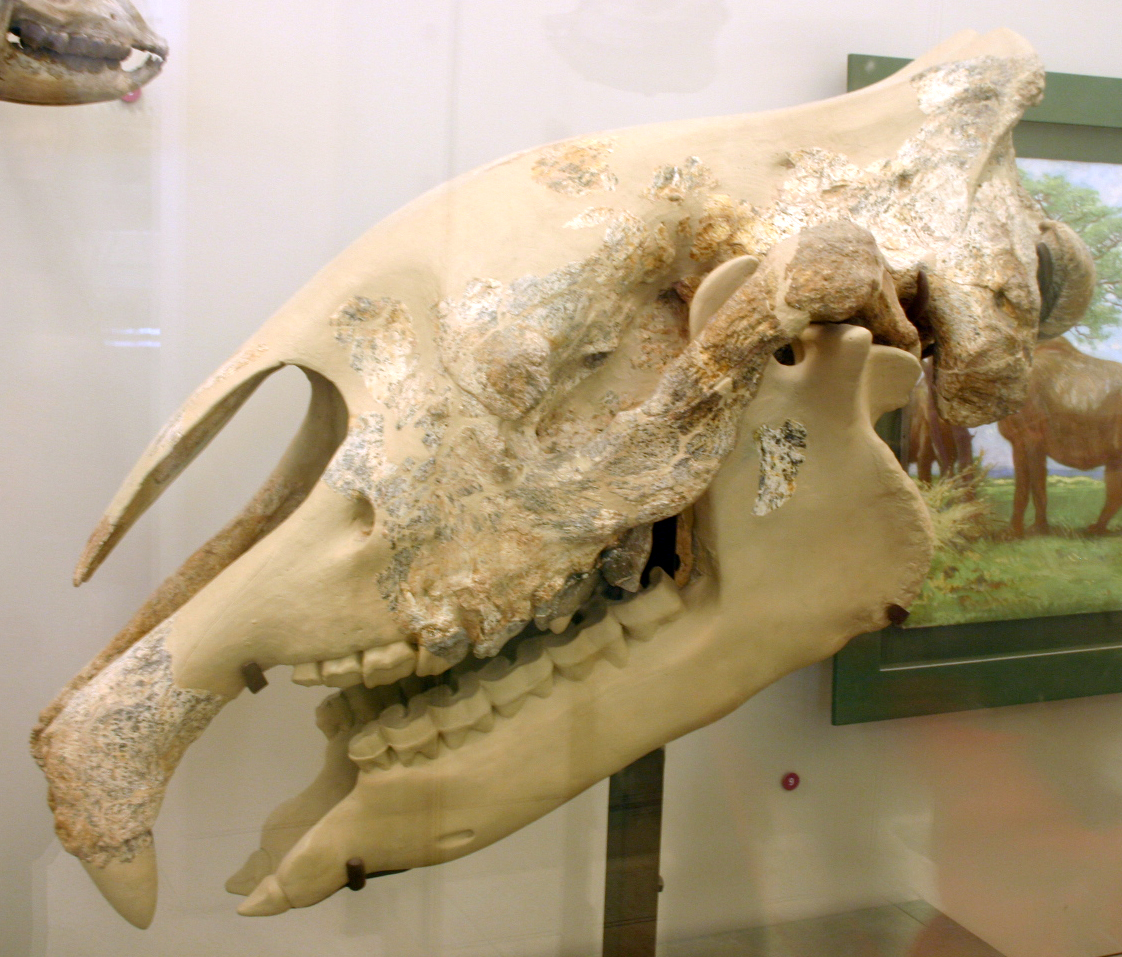
P. transouralicum 頭顱骨化石。
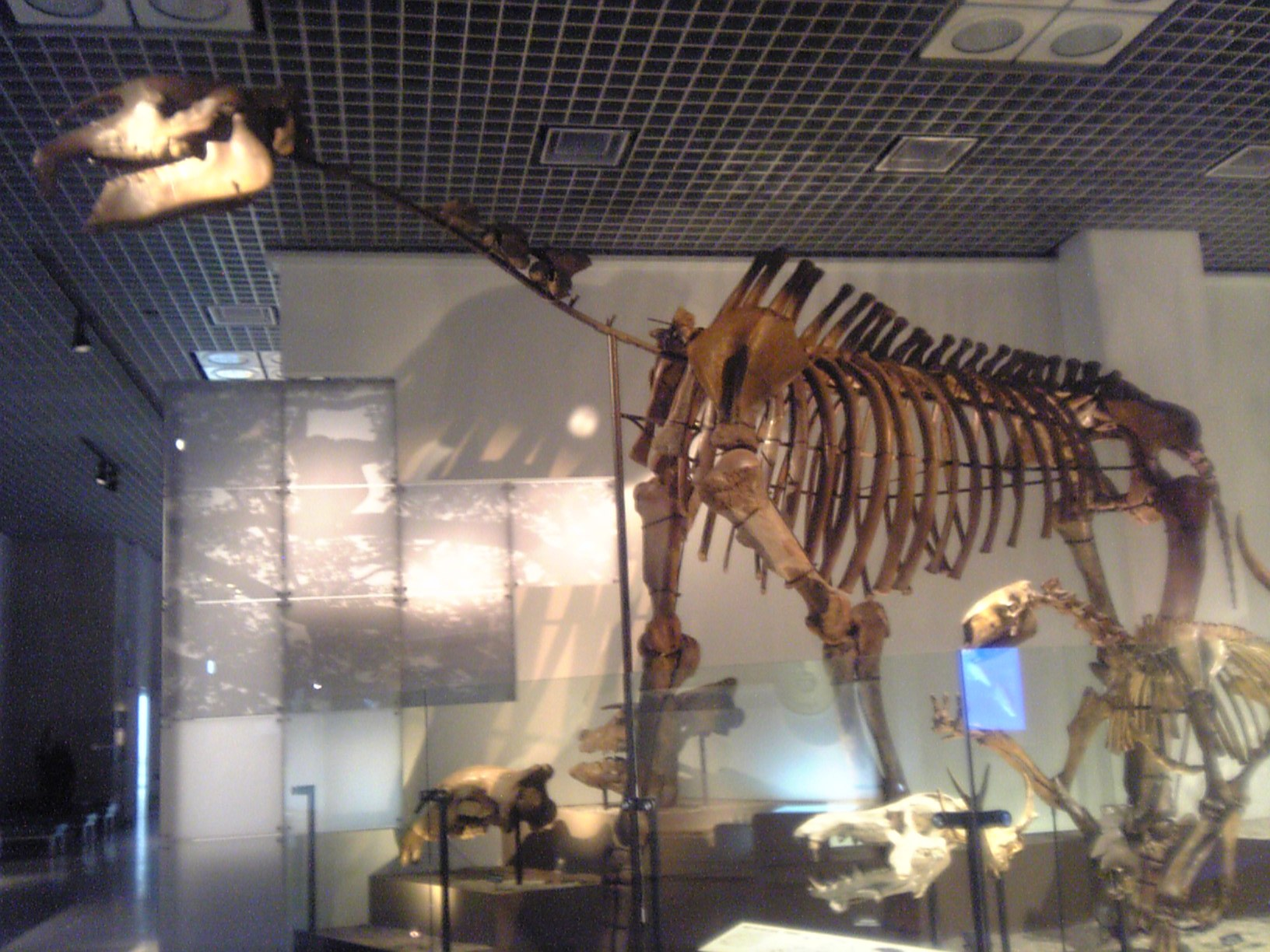
巨犀全身骨骼，日本国立科学博物館

## 外部連結
- Discovery Channel - Answers from Dr. Mikael Fortelius
- 《中国的巨犀化石》 （页面存档备份，存于）